# Akdepe
Akdepe  este un oraș  în  provincia Dașoguz, Turkmenistan. În timpul regimului sovietic, orașul a fost denumit Leninsk. Vezi: http://www.answers.com/topic/leninsk-1